# Dólar jamaicano
O dólar jamaicano é a moeda oficial da Jamaica desde 1969. Usualmente é abreviado com "J$" ou "D$J$", para distingui-lo de outras moedas com denominação dólar. É subdividido em 100 Cêntimos.

## História
A história monetária da Jamaica não pode ser considerada isoladamente em relação ao cenário das Índias Ocidentais Britânicas como um todo. A Jamaica era o único membro responsável pela emissão no sistema de Libras Esterlinas para toda Índias Ocidentais Britânica e por algum período, para Guiana Britânica.
As primeiras moedas na Jamaica foram moedas espanholas de cobre, chamada "maravedíes", e prata. As moedas de prata de 8 Reais, conhecidas como "peças de 8" ou "dólar espanhol - $1", eram usadas como padrão no comércio internacional, tal como atualmente ocorre com o dólar americano. As moedas espanholas circularam durante os primeiros 400 anos desde a descoberta.
no ano de 1821. O Reino Unido adotou um padrão baseado em ouro de bastante sucesso, através das Libras Esterlinas. Em 1825, o governo britânico introduziu o sistema de Libras Esterlinas em suas colônias
Por ordem do conselho imperial, foi implantado um sistema de cunhagem e conversão de moedas coloniais seguindo a taxa de 8 Reais(1 Peça de 8) = 4s 4d (4 Xelins e 4 Pence esterlino). Estas taxas não refletiam a realidade entre as cotações entre a prata e o ouro, e por conta disto o efeito acabou o inverso, provocando a troca de moedas inglesas pela espanhola.
Em 1838, uma legislação corretiva foi introduzida trocando a taxa de conversão para valores mais realistas ($1 = 4s 2d). No entanto, na Jamaica, Honduras Britânica, Bermudas, e mais tarde, Bahamas, optaram pela adoção do câmbio tradicional, onde 1 xelim britânico equivale a um quarto de dólar. O elo entre estes territórios foi o Banco de Nova Escócia, emissor comum para todos os territórios.
Em 1839, um Ato parlamentar declarou que a partir de 31 de dezembro de 1840 apenas moedas britânicas seriam aceitas legalmente, desmonetizando as moedas espanholas, excetuando os dobrões de ouro que permaneceriam com valor de £3 4s.

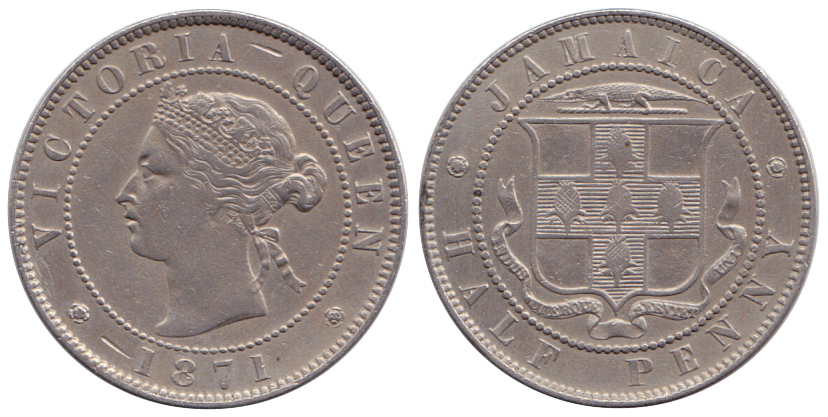
Moeda de cuproníquel de 1/2 penny de 1871. Rainha Vitória.

A abolição da escravidão em 1838 incrementou a necessidade de cunhagem de moedas na Jamaica, principalmente em moedas de pequeno valor, mas os escravos libertos ficaram relutante a aceitar as moedas de cobre. A solução para o impasse foi a adoção de moedas de cuproníquel, em 1869. Estas moedas foram emitidas para uso exclusivo na Jamaica, tornando-se as primeiras moedas genuinamente jamaicanas.
Em 1904 foi autorizada a primeira emissão de cédulas, emitidas por bancos privados. Em  1940 o banco governamental iniciou as emissões de cédulas de  £1 e £5. Em Outubro de 1960 o Banco da Jamaica adquiriu o direito de exclusividade de emissão.
Em 1968, o parlamento jamaicano aprovou a adoção do sistema decimal, substituindo a Libra Jamaicana pelo Dólar Jamaicano. Em 8 de Setembro de 1969 a nova moeda entrou em circulação e uma nacionalização completa das moedas em circulação (moedas de penny e half-penny eram as mesmas usadas no Reino Unido).
O Reverso das moedas usadas entre 1969 e 1990 foram desenhadas dentro do padrão britânico, pelo designer Christopher Ironside. O Anverso possui um design próprio.
A cotação inicial do dólar jamaicano era de J$0,77 para US$1, mas devido a adoção de câmbio flutuante, em 2015 a paridade era de J$115 para US$1.

## Moedas
Na época de sua adoção foram introduzidas moedas de 1 cent (1,2 Pence), 5 cents (6 pence), 10 cents ( 1 shilling), 20 cents (2 shillings) e 25 cents (2 shillings 6 pence). Excetuando a moeda de 1 cent que era bem menor, as moedas tinham tamanho equivalente as das moedas que estavam substituindo.
Em 1975, moedas de 1 cent, em alumínio, foram introduzidas. Moedas de 50 Cents foram introduzidas em 1976 em substituição as cédulas de mesmo valor. Com a progressiva desvalorização, as moedas inferiores a 1 dólar jamaicano tiveram metal e tamanho alterado..
A partir de 1990 moedas de 1 a 10 dólares começaram a ser introduzidas em substituição as cédulas. Em 2000 moedas bimetálicas de 20 dólares entraram em circulação com o mesmo propósito. Todas as moedas, revestidas de níquel ou de cobre, possuem propriedades magnéticas.
As moedas jamaicanas possuem em seu anverso o brasão de armas da Jamaica, diferenciando seu reverso:
| Valor    | Diâmetro | Peso  | Metal                           | Formato               | Reverso                             |
| -------- | -------- | ----- | ------------------------------- | --------------------- | ----------------------------------- |
| 1 Cent   |          |       |                                 |                       | Ackee                               |
| 10 Cents | 17 mm    | 2,4 g | aço revestido de Cobre          | redonda               | Excellent Paul Bogle                |
| 25 Cents | 20 mm    | 3,6 g | aço revestido de Cobre          | redonda               | Excellent Marcus Garvey             |
| $1       | 18,5 mm  | 2,9 g | aço revestido de níquel         | heptagonal            | Excellent Sir. Alexander Bustamante |
| $5       | 21,5 mm  | 4,3 g | aço revestido de níquel         | redonda               | Excellent Norman Manley             |
| $10      | 24,5 mm  | 6 g   | aço revestido de níquel         | escalonada ou redonda | Excellent George William Gordon     |
| $20      | 23 mm    | 7,1 g | Anel: Latão Centro: Cuproníquel | redonda               | Excellent Marcus Garvey             |

## Cédulas
As Cédulas atualmente em circulação são:
| Valor        | Anverso                                   | Reverso                                      |
| ------------ | ----------------------------------------- | -------------------------------------------- |
| 50 Dólares   | Samuel Sharpe, herói nacioal              | Praia de Doctor Cave - Baía de Montego       |
| 100 Dólares  | Donald Sangster                           | Cataratas do Rio Dunn                        |
| 500 Dólares  | Nanny of the Maroons                      | Mapa antigo da Jamaica destacando Port Royal |
| 1000 Dólares | Michael Norman Manley                     | Casa da Jamaica - sede do governo            |
| 5000 Dólares | Hugh Lawson Shearer, ex primeiro-ministro |                                              |

O Banco da Jamaica introduziu um cédula de 5000 Dólares em setembro de 2009, sofrendo duras críticas devido tornar evidente a desvalorização da moeda.
Em 15 de Novembro de 2010, o Banco da Jamaica introduziu cédulas comemorativas de 50 para celebrar 50º aniversário de sua fundação, com o edifício da sede do banco em seu reverso. Esta nota tem circulação normal junto a cédula padrão.
A partir de 2012 foi introduzido uma nova família de cédulas comemorando o Jubileu de Ouro da independência do país, possuindo uma marca comemorativa na área da marca d'água ("Jamaica 50") e no reverso um grupo de crianças. Esta imagem já havia sido utilizada anteriormente nas cédulas de 2 dólares.
As cédulas da Jamaica são impressas em papel a base de algodão, o que proporciona uma vida útil curta, principalmente devido ao clima tropical e as condições de circulação. Por conta disto novas tecnologias passaram a ser experimentadas. A cédula de 100 dólares foram impressas em um material chamado "Hybrid", que é uma combinação de poliéster e algodão. As Cédulas de 50, 100 e 1000 dólares continuaram com papel a base de algodão, mas com aplicação de um verniz, aumentando a sua proteção. A partir de 2014 novas denominações passaram a ser impressas em "Hybrid" ao invés de papel.